# 无锡地铁4号线
无锡地铁4号线，是無錫城市軌道交通線網中的一條輔助路線，待全部車站建成后将为环线线路。該線串联了無錫市的惠山新城、太湖新城、蠡湖湾等核心片区。一期工程于2017年3月28日开工建设，并于2021年12月17日开通运营。

## 简介
无锡地铁4号线分多期实施，其中一期工程北起刘潭站，南至博览中心站，途经河埒口、蠡湖公园、太湖新城等，全长25.4千米。二期工程西接博览中心站，东至锡士路站，全长8.3千米。该线走向呈“U形”，分别沟通了1、2、3号线。
该线一度预计于2018年建成。2015年，经无锡市委专题会议决定，地铁4号线一期工程力争于2017年正式开工，实施建设刘潭至贡湖大道段，共设车站18座。

### 大事记
- 2004年5月，无锡市规划局委托日本中央复建工程咨询株式会社编制完成了《无锡市轨道交通线网规划设计》。[6]
- 2013年9月3日，《无锡市城市轨道交通近期建设规划（2013-2018年）》获国家发改委批准，同意无锡市建设3号线一期工程、4号线一期工程，研究建设1号线南延线工程。[3]
- 2016年5月，《无锡地铁4号线一期工程可行性研究报告》评估会召开。
- 2016年12月30日，江苏省发改委宣布无锡地铁4号线一期工程可行性研究报告正式获批。[7]
- 2017年3月28日，江苏省委常委、市委书记李小敏的一声令下，无锡地铁4号线一期工程正式开工。[8]
- 2018年2月，无锡地铁4号线面向社会公开征集站名[9]。
- 2020年10月9日，一期工程全线洞通。[10]
- 2020年10月20日，首列车自南车株机公司进驻硕放车辆段。[11]
- 2021年12月17日，4号线一期开通[12]。
- 2022年4月11日，4号线二期工程初步设计获得无锡市发改委批复[2]。
- 2022年6月29日，无锡地铁4号线二期工程正式开工。[13]

## 车站列表
| 期段  | 站名       | 换乘路线        | 车站形式     | 所在地   | 所在地 | 启用时间       |
| 4号线 | 4号线      | 4号线           | 4号线        | 4号线    | 4号线  | 4号线          |
| ----- | ---------- | --------------- | ------------ | -------- | ------ | -------------- |
| 一期  | 刘潭       | █ 1号线         | 地下岛式站台 | 无 锡 市 | 惠山区 | 2021年12月17日 |
| 一期  | 广石路     | 不適用          | 地下岛式站台 | 无 锡 市 | 梁溪区 | 2021年12月17日 |
| 一期  | 黄巷       | 不適用          | 地下岛式站台 | 无 锡 市 | 梁溪区 | 2021年12月17日 |
| 一期  | 盛岸       | █ 3号线         | 地下岛式站台 | 无 锡 市 | 梁溪区 | 2021年12月17日 |
| 一期  | 惠山古镇   | 不適用          | 地下岛式站台 | 无 锡 市 | 梁溪区 | 2021年12月17日 |
| 一期  | 青山湾荣院 | 不適用          | 地下岛式站台 | 无 锡 市 | 滨湖区 | 2021年12月17日 |
| 一期  | 河埒口     | █ 2号线         | 地下岛式站台 | 无 锡 市 | 滨湖区 | 2021年12月17日 |
| 一期  | 西园弄     | 不適用          | 地下岛式站台 | 无 锡 市 | 滨湖区 | 2021年12月17日 |
| 一期  | 体育中心   | █ 5号线（在建） | 地下岛式站台 | 无 锡 市 | 滨湖区 | 2021年12月17日 |
| 一期  | 夏家边     | 不適用          | 地下岛式站台 | 无 锡 市 | 滨湖区 | 2021年12月17日 |
| 一期  | 蠡湖大桥   | 不適用          | 地下岛式站台 | 无 锡 市 | 滨湖区 | 2021年12月17日 |
| 一期  | 大剧院     | 不適用          | 地下岛式站台 | 无 锡 市 | 滨湖区 | 2021年12月17日 |
| 一期  | 五湖大道   | █ 6号线（在建） | 地下岛式站台 | 无 锡 市 | 滨湖区 | 2021年12月17日 |
| 一期  | 周新苑     | 不適用          | 地下岛式站台 | 无 锡 市 | 滨湖区 | 2021年12月17日 |
| 一期  | 市民中心   | █ 1号线         | 地下岛式站台 | 无 锡 市 | 滨湖区 | 2021年12月17日 |
| 一期  | 吴都路     | 不適用          | 地下岛式站台 | 无 锡 市 | 滨湖区 | 2021年12月17日 |
| 一期  | 丰润道     | 不適用          | 地下岛式站台 | 无 锡 市 | 滨湖区 | 2021年12月17日 |
| 一期  | 博览中心   | 不適用          | 地下岛式站台 | 无 锡 市 | 滨湖区 | 2021年12月17日 |